# Schloss Hünigen

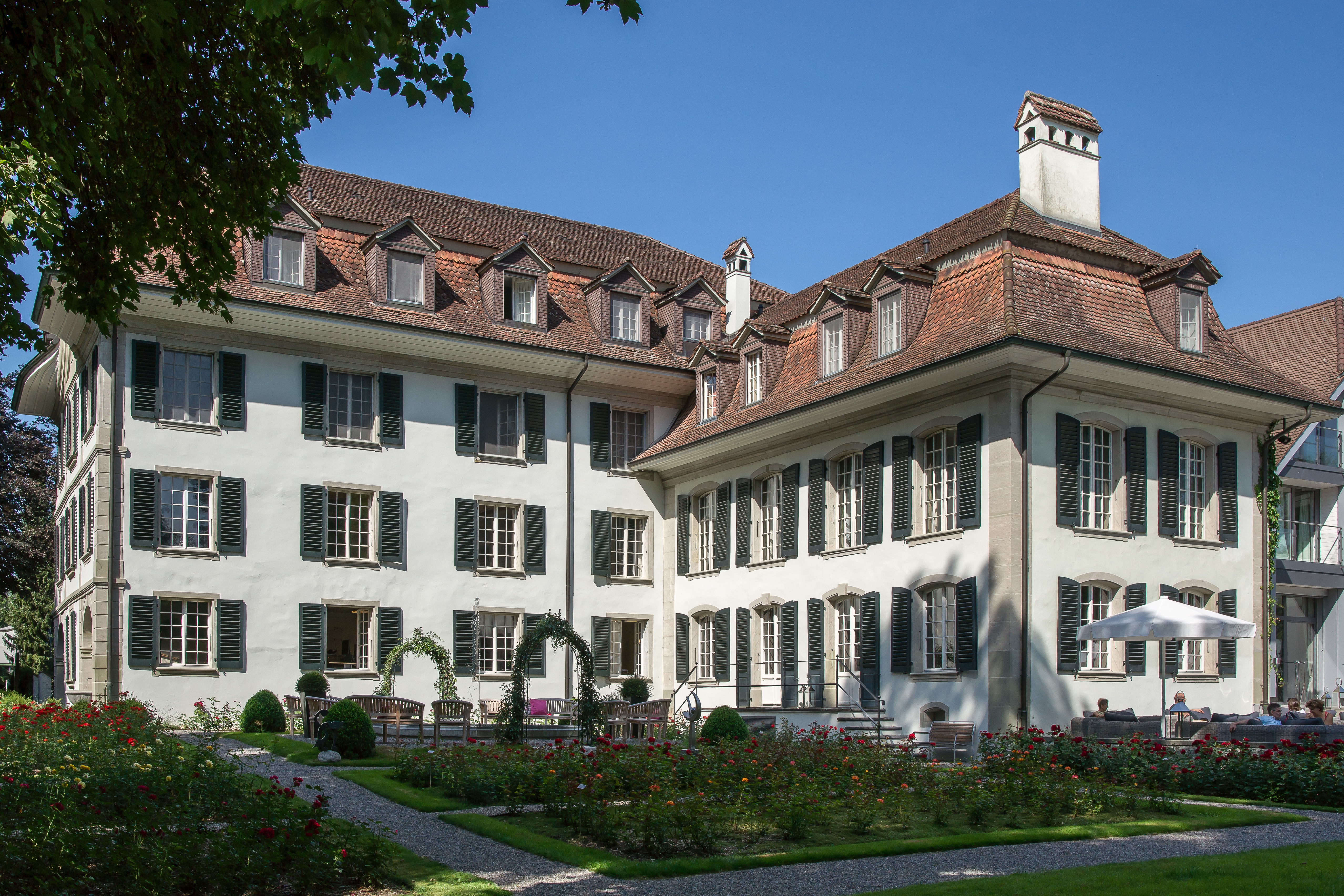
Schloss Hünigen (2013)

Das Schloss Hünigen ist ein Schloss in der Gemeinde Konolfingen im Kanton Bern.

## Geschichte
Eine Villa Hünigen als Siedlung wird im 12. Jahrhundert in einer Urkunde Papst Eugens III. erwähnt. 1501 wurde die Herrschaft von Hans Rudolf von Scharnachthal erworben. Sein Enkel Niklaus liess in der Mitte des 16. Jahrhunderts das heutige Schlossgebäude erstellen, das 1588 an die Berner Patrizierfamilie von May gelangte. In deren Besitz blieb es bis 1922, als es von der Evangelischen Gesellschaft des Kantons Bern erworben wurde.
Das Parkhotel Schloss Hünigen ist heute ein Seminar-, Bankett- und Ferienhotel der gehobenen Klasse. Per 1. Januar 2011 übernahm das Thurgauer Immobilienunternehmen Lark Hill AG die Besitzung. Es folgten Umbau und Neupositionierung. Das Haus öffnete im Mai 2013 mit Ausrichtung auf Bankette, Seminare und Events erneut seine Tore. 2019 ging das Schloss Hünigen wiederum in bernischen Besitz über. Der international tätige Unternehmer Walter Inäbnit und der Jungunternehmer Matthias Spycher haben das Schloss Hünigen erworben. Das geschichtsträchtige Haus wird seither als 4-Sterne-Seminar- und Boutique-Hotel geführt.